# ITF Future Plantation
Die Plantation Community Open (vormals Plantation Open) sind ein internationales Tennisturnier der ITF Future Tour, das seit 2009 von der International Tennis Federation im US-amerikanischen Plantation veranstaltet wird. Es wird im Freien auf Sandplätzen ausgetragen.

## Geschichte
Im Jahr 2009 wurden die Plantation Open erstmals als ITF Future mit einem Preisgeld von US$ 10.000 ausgerichtet. In der Folge wuchs das Turnier, sodass in den Jahren 2015 und 2016 mehrere Ausgaben stattfanden und ab 2017 das Preisgeld auf US$ 15.000 angehoben wurde.

## Siegerliste

### Einzel
| Jahr | Sieger              | Finalgegner           | Finalergebnis   |
| ---- | ------------------- | --------------------- | --------------- |
| 2009 | Jesse Witten        | Nicolás Todero        | 7:5, 4:6, 6:4   |
| 2010 | Benoît Paire        | Marco Mirnegg         | 6:2, 6:710, 7:5 |
| 2011 | Luka Gregorc        | Olivier Sajous        | 3:6, 6:2, 6:0   |
| 2012 | Jack Sock           | Jason Kubler          | 6:1, 7:65       |
| 2013 | Victor Crivoi       | Pedro Sousa           | 6:2, 6:4        |
| 2014 | Sekou Bangoura      | Yoshihito Nishioka    | 6:4, 6:2        |
| 2015 | Christian Lindell   | Julian Lenz           | 7:5, 6:0        |
| 2015 | Patricio Heras      | João Menezes          | 6:4, 6:2        |
| 2016 | Tommy Paul          | Adrien Puget          | 7:64, 6:0       |
| 2016 | Juan Carlos Sáez    | Victor Hănescu        | 6:3, 2:6, 7:65  |
| 2016 | Andrea Collarini    | Noah Rubin            | 6:3, 7:63       |
| 2017 | Roberto Cid Subervi | Félix Auger-Aliassime | 6:74, 7:63, 6:0 |

### Doppel
| Jahr | Sieger                             | Finalgegner                         | Finalergebnis     |
| ---- | ---------------------------------- | ----------------------------------- | ----------------- |
| 2009 | Tigran Martirosjan Jesse Witten    | Stephen Bass Todd Paul              | 6:2, 6:3          |
| 2010 | Stefano Ianni Deniss Pavlovs       | Marcus Fugate Timothy Neilly        | 6:2, 6:2          |
| 2011 | Roman Borvanov Denis Zivkovic      | Daniel Smethurst Alexander Ward     | 6:4, 6:4          |
| 2012 | Drew Courtney Jarmere Jenkins      | Nicholas Monroe Jack Sock           | 7:63, 7:5         |
| 2013 | Franko Škugor Pedro Sousa          | João Domingues Hassan Ndayishimiye  | 6:2, 6:3          |
| 2014 | Kevin King Juan-Carlos Spir        | Jean-Yves Aubone Vahid Mirzadeh     | 7:65, 6:3         |
| 2015 | Romain Arneodo Benjamin Balleret   | Markus Eriksson Patrik Rosenholm    | 6:73, 6:3, [10:7] |
| 2015 | Cătălin-Ionuț Gârd Darian King     | Juan Ignacio Galarza Patricio Heras | 6:2, 6:4          |
| 2016 | Denis Bejtulahi Nikola Čačić (1)   | Nick Chappell Raleigh Smith         | 3:6, 6:3, [10:7]  |
| 2016 | Patricio Heras Caio Zampieri (1)   | Damon Gooch Junior A. Ore           | 7:64, 6:1         |
| 2016 | Fernando Romboli Caio Zampieri (2) | Evan Zhu Michael Zhu                | kampflos          |
| 2017 | Tomislav Brkić Nikola Čačić (2)    | Jaume Pla Malfeito Miguel Semmler   | 4:6, 6:1, [10:3]  |